# 竹島将
竹島 将（たけしま しょう、1957年11月20日 - 1990年7月6日）は、日本の作家。代表作に「ファントム」シリーズや「野獣舞踏会」シリーズなどがある。

## 略歴
静岡県沼津市に生まれる。法政大学中退。
1977年に佐藤公彦主演の映画『ハートブレイクなんてへっちゃら』（原作：片岡義男）にて、製作・プロデューサー・監督・脚本を務める。
1984年、長編小説『ファントム強奪』で作家デビューを果たす（後にシリーズ化され「ファントム勇者伝説シリーズ」の第一作となる）。また、同年に泉優二との共著である『片山敬済の戦い-オランダGPの16ラップ』を出版し、映画『甦るヒーロー 片山敬済』のプロデュースを手がける。
1988年に、泉優二とともポケットマネーで「チーム竹島」を発足。片山敬済以来の世界チャンピオンを獲得するため、ライダーに畝本久・高田孝慈の2人と監督に福田照男を迎え、"日本ロードレース史上初のプライベート・グランプリチーム"のオーナーとしてロードレース世界選手権・GP125ccクラスに「ホンダ・RS125R」でフル参戦し、1989年に世界ランキング第6位を獲得する。
1990年7月6日8時50分頃、自身の運転するオートバイで東京都大田区矢口町の東京都道311号環状八号線内回り線内の交差点を直進中、右折しようとしてきた路上教習中の教習車と衝突し、頭を強く打って死去。32歳没。

## 主な著書
シリーズ化された作品については、下記「主なシリーズ作品」節にて詳細を解説し、シリーズ第1作のみ重複例示。
- 『片山敬済の戦い-オランダGPの16ラップ』共著：泉優二（CBS・ソニー出版、1984年）
- 『ファントム強奪』（講談社、1984年）※「ファントム勇者伝説」シリーズ第1作
- 『男たちの神話-ジャパン・ロック・グラフィティ』（角川書店、1985年）
- 『黄金郷への漂泊者』（角川書店、1985年）
- 『野獣舞踏会』（広済堂[2]、1985年）※「野獣舞踏会」シリーズ第1作
- 『破滅の日』（講談社、1986年）
- 『魔宮戦場』1-5（角川文庫、1987年）
- 『情報クーデター-総合情報商社の日本改造の日』（講談社、1987年）
- 『女獣戦線』（講談社、1987年）※「ファントム戦士伝説」シリーズ第1作
- 『美獣誕生篇』（広済堂[2]、1987年）※「新・野獣舞踏会」シリーズ第1作
- 『黄金漂流』（実業之日本社、1987年）
- 『熱き魂の彼方へ』1-4（角川書店、1987年）
- 『黄金郷への漂泊者』1・2（角川文庫、1987年）
- 『ザ・ハートビート-男たちの神話』上・下（角川書店、1988年）
- 『破滅の日』一部・二部（講談社、1988年）
- 『制覇する者』上・下（集英社、1988年）
- 『野獣たちの戦場』（天山出版、1988年）※「野獣外伝」シリーズ第1作
- 『ポセイドン・ウォー』 上・下（集英社、1989年）
- 『硝煙の街に死ね』（勁文社、1989年）
- 『皇帝・殺戮のシナリオ』（広済堂[2]、1989年）※「野獣舞踏会列伝」シリーズ第1作

## 主なシリーズ作品
同一の書籍で判型の違いによる別版がある場合は、親項目に記載されたレーベル毎に刊行年を並列表記。
- 「ファントム勇者伝説」シリーズ、講談社〈講談社文庫〉、全7巻
  1. 『ファントム強奪』（1984年）
  2. 『人質空中奪還』（1985年）
  3. 『鮮血の貴婦人』（1985年）
  4. 『灼熱の女獣』（1985年）
  5. 『空獣狂熱祭』（1986年）
  6. 『戦慄の女神』（1986年）
  7. 『ファントム蒼空戦線』（1986年）

- 「ファントム戦士伝説」シリーズ、講談社〈講談社ノベルス〉 / 〈講談社文庫〉、全10巻[3]
  1. 『女獣戦線』（1987年 / 1990年）
  2. 『熱空の女王』（1987年 / 1990年）
  3. 『黒衣の略奪者』（1987年 / 1990年）
  4. 『戦士誕生』（1987年 / 1990年）
  5. 『英雄復活・上』（1988年 / 1991年）
  6. 『英雄復活・中』（1988年 / 1991年）
  7. 『英雄復活・下』（1988年 / 1991年）
  8. 『英雄戦線・上』（1988年 / 1991年）
  9. 『英雄戦線・下』（1989年 / 1991年）
  10. 『燃える戦線』（1989年 / 1991年）

- 「野獣舞踏会」シリーズ、広済堂[2]〈広済堂ブルーブックス〉 / 〈広済堂文庫〉、全3巻[3]
  1. 『野獣舞踏会』（1985年 / 1987年）
  2. 『凶獣円舞曲』（1986年 / 1987年）
  3. 『野獣魔奏曲』（1986年 / 1987年）

- 「新・野獣舞踏会」シリーズ、広済堂[2]〈広済堂ブルーブックス〉 / 〈広済堂文庫〉、全8巻[4]
  1. 『美獣誕生篇』（1987年） / 『美獣誕生』（1989年）
  2. 『さまよえる餓狼篇』（1987年） / 『さまよえる餓狼』（1989年）
  3. 『白狼復活篇』（1987年） / 『白狼復活』（1990年）
  4. 『訣別の戦場篇』（1988年） / 『さらばベルリン』（1990年）
  5. 『修羅の白狼篇』（1988年） / 『修羅の白狼』（1990年）
  6. 『鬼道組訣別 上篇』（1988年） / 『反逆の狙撃者』（1991年）
  7. 『鬼道組訣別 下篇』（1988年） / 『訣別の銃弾』（1991年）
  8. 『亡獣絶命篇』（1989年） / 『炎獄の野獣』（1991年）

- 「野獣舞踏会列伝」シリーズ、広済堂[2]〈広済堂ブルーブックス〉 / 〈広済堂文庫〉、全6巻[3][5]
  1. 『皇帝・殺戮のシナリオ』（1989年 / 1992年）
  2. 『孤狼・謀殺の魔手』（1989年 / 1993年）
  3. 『凶豹・荒野の飢兵』（1989年）
  4. 『女獣・野望の戦場』（1990年）
  5. 『鬼道組・地獄の使者』（1990年）
  6. 『鬼道組・不滅の闘将』（1990年）

- 「野獣外伝」シリーズ、天山出版〈天山ノベルズ〉 / 〈天山文庫〉、全12巻[3][5]
  1. 『野獣たちの戦場』（1988年 / 1990年）
  2. 『野獣たちの誇り』（1988年 / 1990年）
  3. 『野獣たちの紋章』（1988年 / 1990年）
  4. 『野獣たちの標的』（1989年 / 1991年）
  5. 『野獣たちの疾走』（1989年 / 1991年）
  6. 『野獣たちの追憶』（1989年 / 1992年）
  7. 『怒りの野獣たち』（1989年 / 1992年）
  8. 『逆襲する野獣たち』（1989年）
  9. 『最果ての野獣たち』（1989年）
  10. 『壮烈なる野獣たち』（1990年）
  11. 『野獣たちの血統』（1990年）
  12. 『野獣たちの訣別』（1990年）

## 関連書籍
- 遠藤智『チーム竹島の見果てぬ夢-竹島将は2輪GPに何を求めたか』発行元：リム出版、発売元：エーブイエス、1991年、ISBN 4871201511